# 雑賀氏
雑賀氏（さいかし、さいがし）は、日本の氏族の一つ。

## 紀伊雑賀氏
紀伊国雑賀荘の氏族。本姓は源氏で、源義兼を祖とする。義兼の子・太郎尚兼の時に雑賀の地頭に任じられ、以後雑賀を名乗ったという。
『吾妻鑑』には雑賀次郎や雑賀太郎の名があり、いずれも紀州雑賀の出身とみられる。雑賀次郎は長尾定景の郎従で、承久元年（1219年）、将軍・源実朝を刺した公暁の追捕に当たり、公暁を組み止めている。雑賀太郎尚持は建長6年（1254年）、鎌倉幕府の引付衆（引付奉行人）に任じられた。雑賀氏の系図では、太郎尚持は初代・尚兼の子とされている。
『太平記』にも雑賀氏は登場しており、元弘元年（1331年）、雑賀隼人佐が京都で僧の円観らを捕らえ、正平3年（1348年）、雑賀次郎が高師直に属して四條畷の合戦で戦死している。
また『文安年中御番帳』に「奉公衆・雑賀」の記載があり、室町幕府幕臣としての雑賀氏が確認できる。
弘治3年（1557年）、和佐荘と岩橋荘の争いの仲介を行った「惣国」の代表者の1人として雑賀助大夫の名がある。雑賀衆の活躍する時代に雑賀氏の名はほとんど見られず、確かな史料で確認できるのはこれが最後となる。
後年「雑賀孫市」と呼ばれた鈴木重秀について、当初平井姓を名乗っていたが雑賀氏からその名字を譲り受け、元の雑賀氏は慈幸氏に改めたとする文献があるが、重秀が雑賀氏を名乗った事実は確認できない。

## 水戸藩士雑賀氏
紀州雑賀の出身とみられる鈴木孫三郎重朝の子孫が、雑賀氏を名乗っている。本姓は穂積氏。
重朝は初め豊臣秀吉に仕え、関ヶ原の戦いで西軍に与して浪人した後、水戸徳川家に3,000石で仕えた。重朝の跡を継いだ重次は当初鈴木孫三郎を名乗ったが、後に雑賀孫市へと改めた。重次の跡は藩主・徳川頼房の子の重義が養子となって継ぎ、以後代々、雑賀孫市または孫一郎を名乗り、明治まで続いた。
なお『新補水城実録』や『水府系纂』には家督を継承した1人だけが雑賀を称すると記されており、重次の弟（または兄）の重信の子孫は鈴木氏を名乗っている
また、会津藩には重次の子・雑賀孫市重兵（しげたけ）の子孫と伝える一瀬氏がおり、江戸時代末期に一瀬紀一郎が雑賀孫六郎（雑賀重村）へと改名している。

## 毛利家臣雑賀氏
本姓は藤原氏で、本家を紀州住としている。
貞治年間（1362–1368年）に将軍・足利義詮に属して紀州から関東に移った雑賀教行の末裔で、教行から3代後の常澄の時に大内氏に従い、備中国窪屋郡に移った。常澄の子・範治の時に周防国吉敷郡へと移り、範治の子・隆知の時、毛利元就に仕えた。
隆知の跡は子の隆利が継ぎ、その跡を元相が継いで300石を与えられている。

## 越中雑賀氏
越中国礪波郡の豪族で、「斎下」とも書かれる。
越後の上杉景勝と結んだ河上一向宗徒の首領の1人に雑賀安芸守がおり、天正年間（1573–1592年）、佐久間盛政と戦い、討死したという。安芸守の子・大窪加兵衛は前田備前守に仕え、加兵衛の子・雑賀茂左衛門は前田利常に仕えた。
礪波郡の遊部・河井田を拠点とした雑賀安芸守の他、加賀国河北郡の高峠砦に越中川上の雑賀日向守がいたと伝わる。

## その他
『南海通記』に「野原の雑賀、岡本、藤井等云々」とあり、讃岐に雑賀氏がいたとされる。また、美濃にも雑賀氏がいた。